# Noble Park
Noble Park är en del av en befolkad plats i Australien. Den ligger i kommunen Greater Dandenong och delstaten Victoria, omkring 25 kilometer sydost om delstatshuvudstaden Melbourne. Antalet invånare är 28 377.
Runt Noble Park är det tätbefolkat, med 591 invånare per kvadratkilometer.. Närmaste större samhälle är Berwick, omkring 18 kilometer sydost om Noble Park. 
Runt Noble Park är det i huvudsak tätbebyggt. Genomsnittlig årsnederbörd är 1 251 millimeter. Den regnigaste månaden är maj, med i genomsnitt 154 mm nederbörd, och den torraste är januari, med 51 mm nederbörd.